# Карл-Герман Ліон
Карл-Герман Ліон (нім. Karl-Hermann Lion; 5 листопада 1911, Саарлуї — 2 травня 1994, Саарлуї) — німецький льотчик-ас штурмової авіації, майор люфтваффе вермахту, оберстлейтенант люфтваффе бундесверу. Кавалер Лицарського хреста Залізного хреста.

## Біографія
В 1929 році вступив у ВМФ. В 1934 році пройшов льотну підготовку в Німецькій школі повітряних сполучень у Варнемюнде. В 1935 році переведений в люфтваффе і отримав кваліфікацію льотчика-винищувача. В грудні 1935 року зарахований у 2-у ескадрилью 136-ї винищувальної ескадри. В листопаді 1938 року переведений у новосформовану 4-у ескадрилью пікіруючих бомбардувальників 186-ї транспортної групи, яка була оснащена Ju.87B. Навесні 1939 року призначений інструктором училища штурмової авіації в Штральзунді, а потім повернувся в свою колишню ескадрилью. Під час Польської кампанії став відомий як один із найкращих пікіруючих бомбардувальників, йому першому (3 вересня) з пілотів штурмової авіації вдалося потопити ворожий корабель (за цю кампанію він потопив есмінець «Віхер» та мінний загороджувач «Гриф» у порту Гдині, а потім ще 2 мінні тральщики і канонерський човен). У складі штабної ланки 1-ї (штурмової) групи 186-ї транспортної групи брав участь у Французькій кампанії. 9 червня 1940 року на базі групи була сформована 3-я група 1-ї ескадри пікіруючих бомбардувальників. Восени 1940 року під час битви за Британію потопив британський транспорт водотоннажністю 5000 тонн. З травня 1941 року — командир 9-ї ескадрильї 1-ї ескадри пікіруючих бомбардувальників. Брав участь у боях в Середземномор'ї, а згодом в Німецько-радянській війні. З 2 жовтня 1943 року — командир 1-ї групи 101-ї (з 18 жовтня 1943 року — 103-ї) ескадри пікіруючих бомбардувальників, якою він командував до березня 1945 року. Всього за час бойових дій здійснив 680 бойових вильотів. 1 грудня 1959 року вступив у ВПС ФРН. 31 березня 1968 року вийшов у відставку.

## Нагороди
- Нагрудний знак пілота
- Медаль «За вислугу років у Вермахті» 4-го класу (4 роки)
- Залізний хрест 2-го і 1-го класу
- Авіаційна планка бомбардувальника в золоті
- Німецький хрест в золоті (1 грудня 1941)
- Лицарський хрест Залізного хреста (4 червня 1942) — за 368 бойових вильотів; на той момент на рахунку Ліона, окрім кораблів, були 22 танки і 5 збитих літаків.